# 燎原街道 (普宁市)
燎原街道是中华人民共和国广东省揭阳市普宁市下辖的一个街道办事处。，位于市城区西北部，辖区总面积30平方公里，户籍人口80246人（2008年）。街道办位于民明大道西1号。驻地泥沟村为广东省历史文化古村。

普宁县临时人民政府旧址、普宁国际服装城、金莎国际大酒店、广东省历史文化古村泥沟均位于辖区内。
2013年2月26日，广东省民政厅批复同意撤销燎原镇，设立燎原街道办事处，总面积30.1平方公里。街道办事处驻普宁市民明大道1号（原燎原镇政府驻地）。

## 行政区划
燎原街道下辖以下地区：
燎原社区、果陇村、光南村、乌石村、泥沟村、夏地村、大员村、四岭头村、渔新村、渔老村和埔上寮村。